# Messaggi d'amore
Messaggi d'amore, è il secondo album di Alessio, del 2004.

## Tracce
1. Quanno t'ha spuse (feat. Franco Calone) – 4:53
2. SMS – 3:20
3. Diciott'anne – 3:32
4. Che male facimme – 4:08
5. 'Na storia fernuta – 3:35
6. Un amore finito – 3:18
7. Lassalo – 4:41
8. Ciro Ciro – 4:27
9. Frammenti – 7:15